# Salomonseilanden op de Gemenebestspelen

Vlag van de Salomonseilanden

De Salomonseilanden is een eilandengroep die deelneemt aan de Gemenebestspelen (of Commonwealth Games). Sinds 1982 hebben de Salomonseilanden tienmaal deelgenomen. In totaal over deze tien edities wonnen ze een medaille.

## Medailles
| Salomonseilanden op de Gemenebestspelen | Salomonseilanden op de Gemenebestspelen | Salomonseilanden op de Gemenebestspelen | Salomonseilanden op de Gemenebestspelen | Salomonseilanden op de Gemenebestspelen | Salomonseilanden op de Gemenebestspelen |
| --------------------------------------- | --------------------------------------- | --------------------------------------- | --------------------------------------- | --------------------------------------- | --------------------------------------- |
| Jaar                                    | Goud                                    | Zilver                                  | Brons                                   | Totaal                                  | Rang                                    |
| 1982                                    | -                                       | -                                       | -                                       | -                                       | /                                       |
| 1990                                    | -                                       | -                                       | -                                       | -                                       | /                                       |
| 1994                                    | -                                       | -                                       | -                                       | -                                       | /                                       |
| 1998                                    | -                                       | -                                       | -                                       | -                                       | /                                       |
| 2002                                    | -                                       | -                                       | -                                       | -                                       | /                                       |
| 2006                                    | -                                       | -                                       | -                                       | -                                       | /                                       |
| 2010                                    | -                                       | -                                       | -                                       | -                                       | /                                       |
| 2014                                    | -                                       | -                                       | -                                       | -                                       | /                                       |
| 2018                                    | -                                       | -                                       | -                                       | -                                       | /                                       |
| 2022                                    | -                                       | -                                       | 1                                       | 1                                       | 39                                      |